# Cäsar von Hofacker
Cäsar von Hofacker, född 11 mars 1896 i Ludwigsburg, död 20 december 1944 i Berlin, var en tysk officer i Luftwaffe och delaktig i 20-juli attentatet mot Adolf Hitler år 1944. Han ingick i Karl-Heinrich von Stülpnagels stab. 
Hofacker greps i Paris den 26 juli 1944 och fördes till Gestapo i Berlin. Under tortyr angav han bland andra generalfältmarskalk Erwin Rommel som en av de mot Hitler sammansvurna. Hofacker dömdes av Volksgerichtshof till döden den 30 augusti 1944 och hängdes i Plötzenseefängelset den 20 december samma år.

## Populärkultur
I filmen Rommel från 2012 gestaltas Cäsar von Hofacker av den tyske skådespelaren Tim Bergmann.